# Japońskie okręty podwodne typu C
Okręty podwodne typu C (jap. 巡潜丙型 Junsen Hei-gata) – japońskie duże okręty podwodne (krążowniki podwodne) okresu II wojny światowej. Budowane w trzech, różniących się szczegółami konstrukcyjnymi, podtypach, określanych w literaturze zachodniej jako C lub C1 (jap. 丙型 Hei-gata), C2 i C3 lub C Mod. (jap. 丙型改 Hei-gata Kai), były wprowadzane do służby w Marynarce Wojennej Imperium w latach 1940–1944. Ponadto planowano budowę długiej serii ulepszonych okrętów, określanych jako typ C4, V22B lub typ 379 (jap. 第379号艦型 Dai-379-Gō kan-gata), ale została ona anulowana w 1943 roku. Pięć jednostek pierwszego podtypu było wykorzystywanych jako transportowce miniaturowych okrętów podwodnych typu Kō-hyoteki. Pod koniec wojny część ocalałych okrętów typu C przystosowano do transportu żywych torped typu Kaiten bądź używano jako podwodnych transportowców.

## Typ C1
Pięć krążowników podwodnych typu C1 zostało zaprojektowanych w połowie lat 30. XX wieku jako rozwinięcie pierwszych japońskich oceanicznych jednostek podwodnych typu I-7. Wraz z budowanymi równolegle jednostkami typów A (jap. 巡潜甲型 Junsen Kō-gata) i B (jap. 巡潜乙型 Junsen Otsu-gata) tworzyły wzajemnie uzupełniającą się triadę wyspecjalizowanych krążowników podwodnych. Okręty typu Hei-gata miały być nosicielami miniaturowych okrętów podwodnych, dostarczając je wraz z załogami w pobliże miejsca akcji. Były one nieco mniejsze niż okręty typów A i B, lecz znacznie większe niż podobne jednostki US Navy.
Przy długości całkowitej 109,3 m miały wyporność standardową 2184 tonangielskich (ts), pełną na powierzchni 2554 ts, zaś w zanurzeniu 3561 ts. Napęd stanowiły dwa silniki wysokoprężne o łącznej mocy 12 400 hp i silniki elektryczne o łącznej mocy 2000 hp, pozwalające osiągać prędkość maksymalną 23,5 węzła na powierzchni i 8 węzłów w zanurzeniu. Zasięg wynosił 14 000 mil morskich przy prędkości 16 węzłów w marszu na powierzchni i 60 mil morskich przy 3 węzłach w zanurzeniu. Operacyjna głębokość zanurzenia została określona na 100 m. Uzbrojenie składało się z ośmiu wyrzutni torped kal. 533 mm, umieszczonych w dwóch przedziałach na dziobie, jeden nad drugim, z zapasem 20 torped Typ 95, działa kal. 140 mm i dwóch działek przeciwlotniczych kal. 25 mm. Na pokładzie rufowym, za kioskiem zainstalowano zaczepy dla miniaturowego okrętu podwodnego Kō-hyoteki.
Stępkę pod pierwszy z budowanych z programu rozbudowy floty na rok 1937 okrętów typu Hei-gata położono 15 września 1937 roku w stoczni koncernu Mitsubishi w Kobe. Wodowania odbyły się pomiędzy lipcem 1938 a listopadem 1939 roku, zaś wszystkie pięć jednostek weszło do służby w marynarce imperialnej w okresie od marca 1940 do października 1941 roku. Brały udział w ataku na Pearl Harbor, Diégo-Suarez i Sydney oraz walkach o Guadalcanal. Żadna z nich nie przetrwała wojny.
- I-16 – wodowanie 28 lipca 1938, w służbie od 30 marca 1940, stocznia Mitsubishi w Kobe. W 1943 roku przystosowany do celów transportowych przez usunięcie działa pokładowego, zmniejszenie ilości torped zapasowych i przystosowanie zaczepów do montażu łodzi desantowej Daihatsu. Zatopiony 19 maja 1944 roku w rejonie Wysp Salomona przez niszczyciel eskortowy USS „England”[2].
- I-18 – wodowanie 12 listopada 1938, w służbie od 31 stycznia 1941, stocznia marynarki w Sasebo. Zatopiony 11 lutego 1943 roku najprawdopodobniej na południe od Wysp Salomona przez niszczyciel USS „Fletcher” przy współdziałaniu wodnosamolotu pokładowego krążownika „Helena”[2].
- I-20 – wodowanie 25 stycznia 1939, w służbie od 29 września 1940, stocznia Mitsubishi w Kobe. Utracony najprawdopodobniej 10 października 1943 roku w rejonie Nowych Hebrydów[2].
- I-22 – wodowanie 23 grudnia 1938, w służbie od 10 marca 1941, stocznia Kawasaki w Kobe. Utracony najprawdopodobniej 1 października 1942 roku w rejonie Wysp Salomona[2].
- I-24 – wodowanie 12 listopada 1939, w służbie od 31 października 1941, stocznia marynarki w Sasebo. Zatopiony 11 czerwca 1943 roku przez PC-487, na północny wschód od Attu na Aleutach[2].

## Typ C2

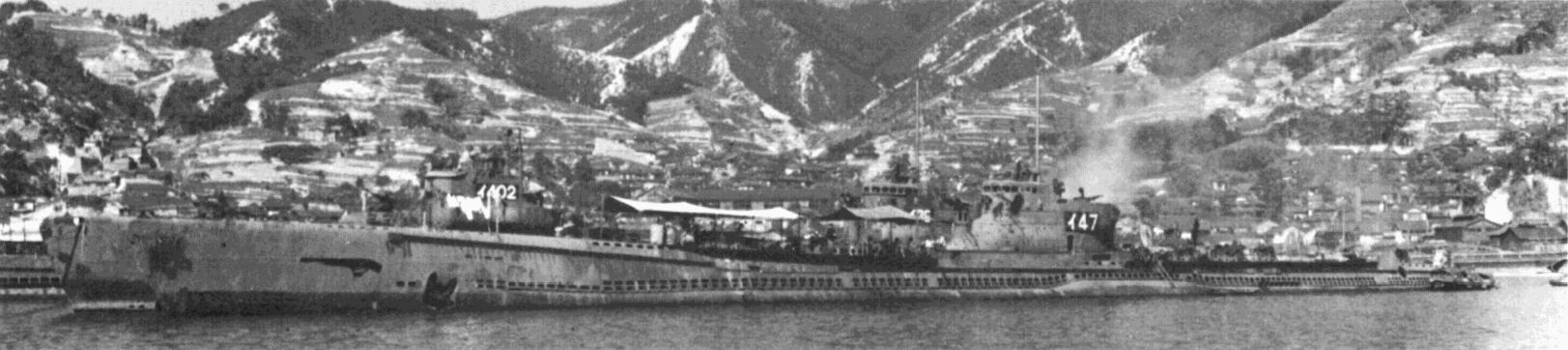
I-47 w bazie w Kure po zakończeniu wojny

Trzy okręty, określane w literaturze zachodniej jako typ C2, były powtórzeniem projektu Hei-gata, budowanym w ramach wojennego programu rozbudowy floty z 1941 roku w stoczni marynarki w Sasebo. Jedyną znaczącą różnicą był brak uchwytów dla miniaturowych okrętów podwodnych. Przy niemal tych samych wymiarach i wyporności standardowej ich wyporność pełna wynosiła 2557 ts na powierzchni i 3564 ts w zanurzeniu. Budowa kolejnych siedmiu jednostek typu, z programów 1941 i 1942 roku, została anulowana przed położeniem stępek. Pod koniec wojny dwa okręty zostały przebudowane na transportowce żywych torped typu Kaiten, tylko jeden z nich przetrwał do zakończenia działań.
- I-46 – w służbie od 29 lutego 1944. Zatopiony 28 października 1944 roku w rejonie Leyte na Filipinach przez amerykańskie niszczyciele „Gridley” i „Helm”[6].
- I-47 – w służbie od 10 lipca 1944. Pod koniec tegoż roku przystosowany do transportu czterech, od wiosny 1945 roku sześciu Kaitenów. Poddany aliantom w sierpniu 1945, został zatopiony 1 kwietnia 1946 roku[6].
- I-48 – w służbie od 5 września 1944. Pod koniec roku przebudowany na transportowiec żywych torped, został zatopiony w swym pierwszym rejsie w tej roli, 23 stycznia 1945 roku na zachód od Ulithi przez amerykańskie niszczyciele eskortowe „Conklyn”, „Corbesier” i „Raby”[6].

## Typ C3

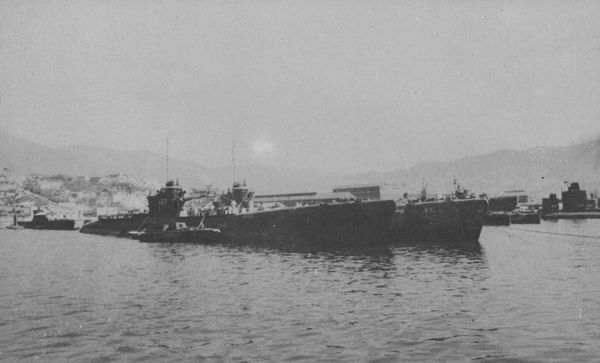
I-53 (z lewej) oraz I-58 w bazie w Kure w 1945

Kolejna seria krążowników podwodnych, określanych jako typ C zmodyfikowany (Hei-gata Kai), budowanych w ramach wojennego programu rozbudowy floty na lata 1941–1942, miała nieco zmodyfikowaną konstrukcję kadłuba i dodane drugie działo pokładowe kal. 140 mm. Uzbrojenie torpedowe zredukowano do sześciu wyrzutni z zapasem 19 torped Typ 95. Najpoważniejszą zmianą było jednak zastosowanie innego typu silników, o znacznie mniejszej mocy (wysokoprężne łącznie 4700 hp, elektryczne 1200 hp), co ograniczyło prędkość maksymalną do 17,75 węzła na powierzchni i 6,5 węzła w zanurzeniu. Zyskana przestrzeń została wykorzystana do powiększenia zapasu paliwa i pojemności akumulatorów, dzięki czemu zasięg maksymalny wzrósł do 21 000 mil morskich przy prędkości 16 węzłów, 27 000 mil przy 12 węzłach na powierzchni oraz 105 mil morskich przy 3 węzłach w zanurzeniu. Dodatkowo okręty te zostały wyposażone w chrapy.
Ukończono jedynie trzy jednostki z planowanych 45: I-52, I-53 oraz I-55, wszystkie budowane w stoczni marynarki w Kure. Budowa pozostałych została anulowana jeszcze w 1943 roku, z tym, że 25 ostatnich, z programu rozbudowy floty na 1942 rok, miało być ukończone jako kolejna modyfikacja (w literaturze zachodniej nazywana typem C4), ponownie z mocniejszymi silnikami i ośmioma wyrzutniami torpedowymi.
W pierwszych miesiącach 1944 roku I-52 został przystosowany do roli podwodnego transportowca i w marcu odpłynął do Niemiec. W czerwcu został zatopiony przez lotnictwo amerykańskie na Oceanie Atlantyckim. I-53 został później przebudowany na transportowiec Kaitenów i dotrwał do końca wojny.
- I-52 – w służbie od 18 grudnia 1943. Zatopiony 24 czerwca 1944 roku 800 mil na południowy zachód od Azorów przez samoloty pokładowe lotniskowca eskortowego USS „Bogue”[9].
- I-53 – w służbie od 20 lutego 1944. Transportowane przez niego żywe torpedy odniosły jeden z niewielu zaliczanych na ich konto sukcesów wojennych, topiąc 24 lipca 1945 roku na Morzu Filipińskim amerykański niszczyciel eskortowy „Underhill”. W sierpniu 1945 roku poddał się aliantom, został zatopiony 1 kwietnia 1946 roku[9].
- I-55 – w służbie od 20 kwietnia 1944. Zatopiony podczas pierwszego patrolu, 28 lipca 1944 roku w rejonie Marianów przez niszczyciele eskortowe USS „Wyman” i USS „Reynolds”[9].

## Dane taktyczno-techniczne
| Typ               | Typ               | C1 (Hei-gata)                                                                                      | C2 (Hei-gata)                                                                                      | C3 (Hei-gata Kai)                                                                                  |
| ----------------- | ----------------- | -------------------------------------------------------------------------------------------------- | -------------------------------------------------------------------------------------------------- | -------------------------------------------------------------------------------------------------- |
| Wyporność         | nawodna           | 2184 ts (standardowa) 2554 ts (pełna)                                                              | 2184 ts (standardowa) 2557 ts (pełna)                                                              | 2095 ts (standardowa) 2564 ts (pełna)                                                              |
| Wyporność         | podwodna          | 3561 ts                                                                                            | 3564 ts                                                                                            | 3644 ts                                                                                            |
| Długość całkowita | Długość całkowita | 109,3 m                                                                                            | 109,3 m                                                                                            | 108,7 m                                                                                            |
| Szerokość         | Szerokość         | 9,1 m                                                                                              | 9,0 m                                                                                              | 9,3 m                                                                                              |
| Napęd             | na powierzchni    | 2 silniki wysokoprężne 12 400 hp                                                                   | 2 silniki wysokoprężne 12 400 hp                                                                   | 2 silniki wysokoprężne 4700 hp                                                                     |
| Napęd             | w zanurzeniu      | silniki elektryczne 2000 hp                                                                        | silniki elektryczne 2000 hp                                                                        | silniki elektryczne 1200 hp                                                                        |
| Prędkość          | na powierzchni    | 23,5 węzła                                                                                         | 23,5 węzła                                                                                         | 17,75 węzła                                                                                        |
| Prędkość          | w zanurzeniu      | 8 węzłów                                                                                           | 8 węzłów                                                                                           | 6,5 węzła                                                                                          |
| Zasięg            | na powierzchni    | 14 000 Mm przy 16 w.                                                                               | 14 000 Mm przy 16 w.                                                                               | 27 000 Mm przy 12 w.                                                                               |
| Zasięg            | w zanurzeniu      | 60 Mm przy 3 w.                                                                                    | 60 Mm przy 3 w.                                                                                    | 105 Mm przy 3 w.                                                                                   |
| Załoga            | Załoga            | 95                                                                                                 | 95                                                                                                 | 94                                                                                                 |
| Uzbrojenie        | Uzbrojenie        | 8 wyrzutni torped kal. 533 mm 20 torped zapasowych 1 działo kal. 140 mm 2 działka plot. kal. 25 mm | 8 wyrzutni torped kal. 533 mm 20 torped zapasowych 1 działo kal. 140 mm 2 działka plot. kal. 25 mm | 6 wyrzutni torped kal. 533 mm 19 torped zapasowych 2 działa kal. 140 mm 2 działka plot. kal. 25 mm |